# Alcyna exigua
Alcyna exigua is een slakkensoort uit de familie van de Trochidae. De wetenschappelijke naam van de soort werd voor het eerst geldig gepubliceerd in 1861 door Gould als Elenchus exiguus.